# Кауров, Виктор Романович
Виктор Романович Кауров (род. 24 марта 1969, Вьюково, Брянская область) — первый заместитель начальника Главного штаба ВВПОД «Юнармия», заместитель председателя всероссийской общественной организации ветеранов «Боевое братство», полковник, ветеран боевых действий, ветеран труда и военной службы, глава администрации города Коврова Владимирской области (в 2010—2014 годах).
Возглавлял городское отделение партии «Единая Россия» (2010—2014).

## Биография
В 1989 году окончил Ачинское военное авиационное училище с красным дипломом, после чего был направлен на службу в авиационный полк в Беларусь в г. Бобруйск.
В 1994 году назначен заместителем военного комиссара г. Мурома. Воинское звание — полковник.
С 2000 года — военный комиссар Гороховецкого района.
В 2002 году был избран депутатом районного Совета Гороховецкого района и возглавил бюджетный комитет.
В 2003 году назначен военным комиссаром города Коврова.
В 2007 году выиграл выборы в Коврове и более трёх лет проработал первым заместителем председателя Ковровского горсовета, тогда же переведён в резерв Министра обороны РФ.
В 2009 избран депутатом Законодательного Собрания Владимирской области V созыва по одномандатному округу № 14.
14 марта 2010 года избран на пост главы администрации города Коврова Владимирской области. 19 марта 2014 года сложил с себя полномочия главы Коврова в связи с назначением на должность заместителя руководителя аппарата администрации Владимирской области.
С 2014 по 2018 работал в должности первого заместителя руководителя аппарата Губернатора Владимирской области. Активно занимался патриотической работой в регионе.

## Семья
Дядя — Кауров, Пётр Алексеевич, мэр города Мурома (1991—2000). Убит 6 декабря 2000 года около своего гаража.
Жена — Светлана Михайловна Каурова. Имеет дочь и сына.

## Награды
- Медаль ордена «За заслуги перед Отечеством» I степени (2022)
- Медаль ордена «За заслуги перед Отечеством» II степени (2005)
- «За вклад в развитие атомной отрасли» II степени (2011)